# Hermann Tilke
Hermann Tilke (Olpe, 31 de diciembre de 1954) es un ingeniero civil alemán. Tilke fundó la Tilke GmbH Ingenieure and Architekten en Aquisgrán en 1984, uniendo arquitectura e ingeniería civil y electrónica.

## Carreras
Durante la década de 1980, Tilke compitió en carreras de turismos, principalmente en el antiguo circuito de Nürburgring Nordschleife. También compitió en carreras de resistencia VLN y las 24 Horas de Nürburgring. Él y Dirk Adorf ganaron algunos carreras de la VLN con un V8Star Series en 2003 y 2004.

## Ingeniería civil
Después de completar su título de ingeniería civil con especialización en transporte y gestión de tráfico en la Fachhochschule Aachen, Tilke fundó Tilke Engineering en 1984, combinando habilidades en arquitectura, ingeniería civil e ingeniería electrónica para proporcionar soluciones completas para carreras de motor y proyectos de eliminación de residuos.

### Fórmula 1
Tilke es uno de los cuatro diseñadores reconocidos por la FIA pero, con la excepción del rediseño de Silverstone en 2010, ha sido el único encargado de diseñar pistas de Fórmula 1. Una de sus primeras tareas menores fue diseñar y construir un camino de acceso corto en Nürburgring, obtenido gracias a los contactos hechos por sus esfuerzos en las carreras allí. Su primer trabajo importante fue la transformación del rápido Österreichring en el A1-Ring mucho más corto en Austria, en la década de 1990.
Tilke participó en las reformas radicales de circuitos europeos, como el Hockenheimring, el Circuit de Catalunya y Nürburgring, así como el Fuji Speedway en Japón.
Tilke consiguió los contratos para diseñar muchos circuitos mundiales nuevos de alto perfil desde cero, principalmente en Asia, pero también en Europa del Este. Diseñó el Circuito Internacional de Sepang, el Circuito Internacional de Baréin, el Circuito Internacional de Shanghái, el Circuito de Estambul, el Circuito urbano de Valencia, el Circuito callejero de Marina Bay, el Circuito Yas Marina, el Circuito Internacional de Corea y el Circuito Internacional de Buddh. Tilke también diseñó el nuevo Circuito de las Américas en Austin, Texas, donde la F1 hizo su regreso a los Estados Unidos en 2012. Los últimos diseños de Tilke incluyen el autódromo de Sochi, que albergó su primera carrera en 2014 con el debut de Rusia en F1, el Kuwait Motor Town (Kuwait) que se inauguró oficialmente en 2019 y el circuito callejero de Hanói, que estaba programado para abril de 2020 pero cancelado debido a la pandemia de COVID-19.
Tilke ha diseñado cada pista con otros ingenieros de Tilke Engineering, así como con el ex titular de los derechos comerciales de la F1, Bernie Ecclestone. Después de ver el sitio de la pista y "una vez que se conocen factores como la topografía, la dirección del viento, la infraestructura y la calidad del suelo", puede comenzar el trabajo de diseño. Tilke se centra en "concebir una arquitectura dramática que refleje el país anfitrión, como las tribunas de hojas de loto de Sepang en Malasia", al mismo tiempo que busca la comodidad del espectador y una visión clara. Él "construye curvas que prometen una carrera rápida e interesante, pero evitan destrozar el campo".

## Críticas
Los diseños de las pistas de Tilke han sido objeto de críticas. Un perfil de 2009 en The Guardian señaló que Tilke "ha sido acusado de dibujar pistas aburridas y, lo que es peor, de matar a legendarias como Hockenheim". El comentarista ruso de Fórmula 1 Alexey Popov incluso acuñó el término "Tilkedrome" para enfatizar el tedio característico de las pistas diseñadas por Tilke.
El expiloto y propietario de equipo Jackie Stewart criticó a Tilke en un artículo de 2011 en The Daily Telegraph, culpando a sus diseños por la falta de adelantamientos y la emoción en muchas carreras de Fórmula 1, diciendo que "son en gran parte copias al carbón el uno del otro". Stewart, aunque elogió la gran mejora que los diseños han aportado a la seguridad del deporte, además de "brindar fantásticas comodidades y lujos al deporte", argumentó que las pistas "han ido demasiado lejos en sentido contrario" en términos de seguridad. Su queja principal fue que las grandes escapatorias asfaltadas no "penalizan los errores"; citó el Gran Premio de Abu Dhabi de 2010, donde Mark Webber no pudo pasar a Fernando Alonso, a pesar de que este último se desvió en cuatro ocasiones, porque las zonas de salida de la pista se lo impidieron. Stewart sugirió que las escapatorias se hicieran con una sustancia que frenara los autos y por lo tanto castigara los errores de los conductores. Webber se hizo eco de las opiniones de Stewart, afirmando que "acertó". El campeón mundial de 1980 Alan Jones describió los diseños de Tilke como "sólo una curva de radio constante tras otra" y "aburridos" y también llamó "procesiones" a las carreras en las pistas de Tilke. 
Otros lo han defendido. El piloto y comentarista Anthony Davidson dijo que Tilke "comprende las demandas de los autos modernos ... nos da áreas de salida y todo está bien pensado. Es agradable correr porque se adaptan a los autos modernos de F1. En una pista como Silverstone no se adelanta tanto porque fue diseñada para autos que eran más lentos y no dependían de la carga aerodinámica para la velocidad. Pero los circuitos diseñados en los últimos años tienen una zona de frenado más larga y recta". En particular, elogió la curva ocho de Istanbul Park. Clive Bowen, director gerente de Apex Circuit Design (socio comercial de Tilke en varios proyectos importantes, incluidos el circuito Internacional de Sepang y el circuito internacional de Baréin), ha emitido elogios similares, llamando a Estambul "un tour de force técnico y estético". También defendió los cambios de seguridad de Tilke en las pistas existentes, señalando: "Al cortar esa larga excursión a través del bosque en Hockenheim, simplemente estaba uniendo los puntos, no tenía mucho espacio para maniobrar".

## Circuitos
Tilke ha obtenido contratos para diseñar muchos circuitos nuevos.

### Circuitos construidos
| Año  | Circuito                           | País           |
| ---- | ---------------------------------- | -------------- |
| 1999 | Circuito Internacional de Sepang   | Malasia        |
| 2004 | Circuito Internacional de Baréin   | Baréin         |
| 2004 | Circuito Internacional de Shanghái | China          |
| 2005 | Circuito de Estambul               | Turquía        |
| 2008 | Circuito callejero de Marina Bay   | Singapur       |
| 2008 | Kandavas Kartodroms                | Letonia        |
| 2009 | Circuito Yas Marina                | EAU            |
| 2009 | Ciudad del Motor de Alcañiz        | España         |
| 2010 | Circuito Internacional de Corea    | Corea del Sur  |
| 2010 | Atlanta Motorsports Park           | Estados Unidos |
| 2011 | Circuito Internacional de Buddh    | India          |
| 2012 | Moscow Raceway                     | Rusia          |
| 2012 | Circuito de las Américas           | Estados Unidos |
| 2013 | Bilster Berg                       | Alemania       |
| 2014 | Autódromo de Sochi                 | Rusia          |
| 2014 | Circuito Internacional de Chang    | Tailandia      |
| 2015 | Mercedes-Benz Arena Stuttgart      | Alemania       |
| 2016 | Circuito Isla de Vancouver         | Canadá         |
| 2016 | Circuito Callejero de Bakú         | Azerbaiyán     |
| 2018 | Pradera Verde Racing Circuit       | Filipinas      |
| 2018 | V1 Auto World Tianjin              | China          |
| 2019 | Kuwait Motor Town                  | Kuwait         |
| 2019 | Igora Drive                        | Rusia          |
| 2020 | Circuito Urbano de Hanói           | Vietnam        |
| 2021 | Circuito de la Corniche de Yeda    | Arabia Saudita |
| 2023 | Autódromo Internacional de Sokol   | Kazajistán     |
| 2023 | Circuito callejero de Las Vegas    | Estados Unidos |

### Circuitos renovados
| Año  | Circuito                                | País      |
| ---- | --------------------------------------- | --------- |
| 1996 | A1-Ring                                 | Austria   |
| 2001 | Sachsenring                             | Alemania  |
| 2002 | Nürburgring                             | Alemania  |
| 2002 | Hockenheimring                          | Alemania  |
| 2005 | Fuji Speedway                           | Japón     |
| 2007 | Circuito de Barcelona-Cataluña          | España    |
| 2011 | Rudskogen                               | Noruega   |
| 2015 | Autódromo Hermanos Rodríguez            | México    |
| 2016 | Circuito Internacional Moulay El Hassan | Marruecos |

### Circuitos abandonados
| Año  | Circuito                                    | País      |
| ---- | ------------------------------------------- | --------- |
| 2006 | Circuito Urbano Internacional de Pekín      | China     |
| 2007 | Bucharestring                               | Rumania   |
| 2008 | Circuito urbano de Valencia                 | España    |
| 2009 | Lippo Village International Formula Circuit | Indonesia |

### Circuitos no desarrollados
| Año  | Circuito                                 | País           |
| ---- | ---------------------------------------- | -------------- |
| 2005 | Autódromo Mantarraya                     | México         |
| 2007 | Colorado Motorsports Contry Club         | Estados Unidos |
| 2007 | Circuito Internacional Simón Bolívar     | Venezuela      |
| 2010 | Circuito urbano de Dublín                | Irlanda        |
| 2010 | Kazakhstan Motorcity                     | Kazajistán     |
| 2010 | Oslofjord Panoramic Racepark             | Noruega        |
| 2012 | Siberia Ring                             | Rusia          |
| 2013 | Autódromo y Centro Cultural Motorpark    | Chile          |
| 2013 | Circuito Callejero de Port Imperial      | Estados Unidos |
| 2014 | Osijek - Tvrđa                           | Croacia        |
| 2014 | Bistra - Zagreb                          | Croacia        |
| 2017 | Circuito Internacional Jakabaring        | Indonesia      |
| 2017 | Circuito Internacional de Sentul         | Indonesia      |
| 2020 | Circuito urbano del monumento de Yakarta | Indonesia      |

### Pistas de kart
| Circuito                   | País     | Finalización |
| -------------------------- | -------- | ------------ |
| Kandavas Kartodroms        | Letonia  | 2008         |
| Kart Track Beto Carrero    | Brasil   | 2011         |
| Kart Track in Bobfingen    | Alemania | 2011         |
| Singapur CIK karting track | Singapur | 2014         |